# Shigeyoshi Inoue
Shigeyoshi Inoue (jap. 井上 成美 Inoue Shigeyoshi; ur. 9 grudnia 1889 w Sendai, zm. 15 grudnia 1975 w Yokosuce) – admirał Japońskiej Cesarskiej Marynarki Wojennej.

## Kariera wojskowa
19 listopada 1909 ukończył Akademię Cesarskiej Marynarki Wojennej. W latach 1918–1920 pełnił funkcję attaché wojskowego w Szwajcarii, a następnie do 1921 – we Francji. W czasie pobytu w obu krajach miał za zadanie nauczyć się języka niemieckiego i francuskiego. Po powrocie do Japonii zajmował różne stanowiska sztabowe i w szkolnictwie wojskowym. W 1927 po raz kolejny został attaché wojskowym – tym razem we Włoszech i był nim do 1929. 15 sierpnia 1933 został dowódcą pancernika „Hiei”.
Po awansie na kontradmirała 15 listopada 1935 zaczął otwarcie mówić o potrzebie nawiązania przez Japonię sojuszów z innymi mocarstwami. Przeciwstawiał się też agresywnym poczynaniom wojsk lądowych w Chinach i był zajadłym rzecznikiem lotnictwa pokładowego. Od 20 października 1937 do 18 października 1939 był dyrektorem Departamentu Spraw Morskich Ministerstwa Marynarki i członkiem Komitetu Admiralicji.
Głoszone opinie nie zaszkodziły mu w karierze i 23 października 1939 mianowano go szefem sztabu Floty Obszaru Chin oraz 3. Floty. 15 listopada 1939 uzyskał awans do stopnia wiceadmirała, a rok później, 1 października 1940 został dyrektorem Departamentu Lotnictwa Marynarki. Bezskutecznie apelował o przyznanie większych środków na budowę lotniskowców i rozwój lotnictwa pokładowego niż przeznaczano na budowę pancerników. Problemów przysporzyła mu wygłoszona w lipcu 1941 opinia, że japońskie siły morskie są zbyt słabe, żeby ważyć się na konfrontację z US Navy.
11 sierpnia 1941 został przeniesiony na stanowisko dowódcy 4. Floty bazującej na atolu Chuuk. Siły Inoue, złożone z lekkich krążowników i niszczycieli, uczestniczyły w zajęciu wysp: Guam, Wake, Archipelagu Bismarcka, części Wysp Salomona wraz z Nową Brytanią oraz przyczółków na Nowej Gwinei.
Koniec jego dobrej passy nastąpił w maju 1942, wskutek niepowodzenia „Operacji MO” – próby zajęcia bazy alianckiej w Port Moresby. Po nierozstrzygniętej bitwie na Morzu Koralowym pełnił dowództwo 4. Floty jeszcze do 26 października 1942, kiedy został odwołany do Tokio, aby objąć stanowisko komendanta Akademii Marynarki.
5 sierpnia 1944 został wiceministrem marynarki i wszedł w skład Komitetu Admiralicji. 15 maja 1945 odszedł z rządu, lecz otrzymał awans na admirała i został doradcą morskim cesarza Hirohito (Shōwa). Funkcję tę pełnił do 10 października 1945. W ostatnich miesiącach wojny był orędownikiem zawarcia pokoju.
15 października 1945 przeszedł w stan spoczynku. Na emeryturze napisał i opublikował wspomnienia pt. Tego nie można zapomnieć.